# 런웨이

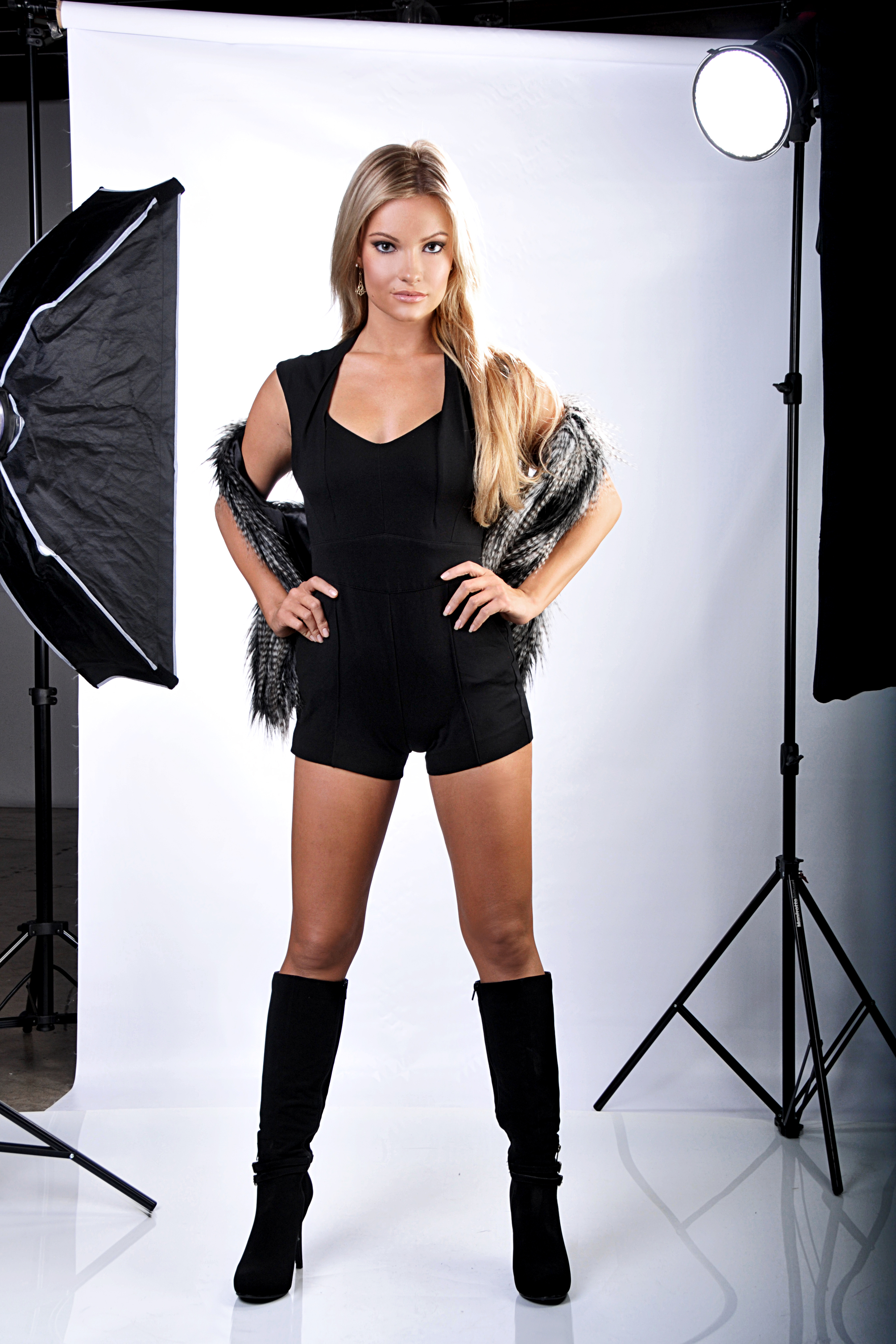
런웨이의 모델들

런웨이(runway)는 곧게 뻗은 길을 말하며 항공기의 이, 착륙을 위한 활주로나 패션쇼에서 모델이 걷는 무대 등을 일컫는다. 패션쇼에 이용될 경우 폭이 좁고 일반적으로 평면이며, 경사가 없거나 크지 않다. 객석 사이를 디귿자로 나누는 형태로 설치되거나, 때에 따라 일자형 돌출무대만으로 이루어져있기도 하다.